# 久松静児
久松 静児（ひさまつ せいじ、1912年〈明治45年〉2月20日 - 1990年〈平成2年〉12月28日は、日本の映画監督。茨城県出身。本名､久松重男。

## 経歴
旧制常総学院中学卒業後、河合映画製作社に入社、新興キネマに移籍し、1934年（昭和9年）「暁の合唱」で監督に昇進する。新興東京時代の作品に参加したスタッフに当時美術だった新藤兼人、後に長くコンビを組むことになる音楽の斎藤一郎がいる。戦時～戦後にかけて
大映で活躍し、「安宅家の人々」で自己のスタイルを確立。のちフリーとなり、新東宝「女の暦」は日本公開の翌年にカンヌ国際映画祭で上映され、後にヨーロッパでロードショー公開された。その後、森繁久彌主演の「警察日記」が大ヒット作となり、森繁久彌、伴淳三郎、フランキー堺が主演の喜劇映画「駅前シリーズ」では2〜6作目を担当するなど、東京映画（東宝系）で手堅い作品を残す。「女の暦」「月夜の傘」「早乙女家の娘たち」など田中絹代、香川京子と組んだ、家族、女性映画の秀作も多い。1956年（昭和31年）、芸能選奨受賞。

## 主な監督作品
- 暁の合唱（1934年） 新興

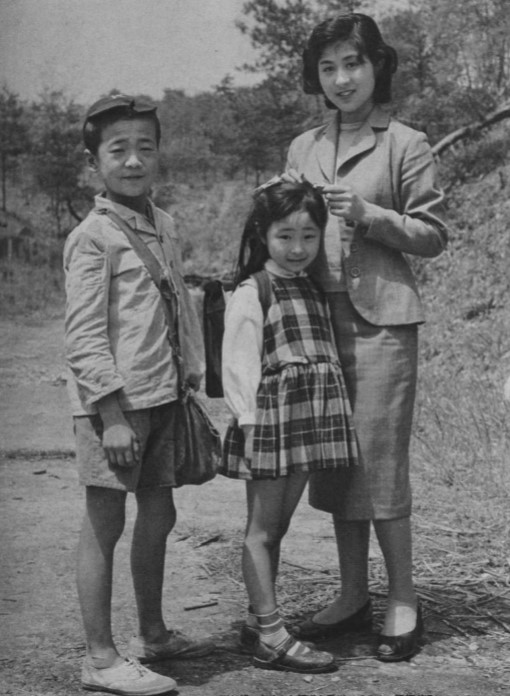
『つづり方兄妹』（1958年）

『女囚と共に』（1959年）

『愛妻記』（1959年）のスタッフ、キャスト。前列左から4番目は原作（『芳兵衛物語』）を書いた尾崎一雄。

- 若い女の危機（1938年） 新興東京／音楽：斎藤一郎、美術：新藤兼人
- 女囚36号（1947年） 大映東京／出演：入江たか子、若原雅夫、浦辺粂子
- 三面鏡の恐怖（1948年） 大映東京 ／ 出演：木暮実千代、上原謙
- 毒薔薇（1949年） 大映東京／出演：竜崎一郎、入江たか子、小林桂樹
- 花の日月（1949年） 大映東京／出演：山田五十鈴
- 安宅家の人々（1952年） 大映／出演：田中絹代、船越英二、三橋達也、乙羽信子
- 十代の誘惑(1953年)　大映／出演：若尾文子､山本富士子
- 女の暦（1954年） 新東宝／出演：田中絹代、杉葉子、香川京子、花井蘭子 （第8回カンヌ国際映画祭コンペティション部門上映作品[3][4]）
- 母の初恋（1954年） 東京映画／出演：上原謙、岸惠子、三宅邦子
- 警察日記（1955年） 日活／出演：森繁久弥、十朱幸代、三國連太郎、伊藤雄之助、宍戸錠、二木てるみ、杉村春子
- おふくろ（1955年） 日活／出演：望月優子、左幸子、木村功、宇野重吉
- 渡り鳥いつ帰る（1955年） 東京映画／出演：森繁久彌、田中絹代、高峰秀子、久慈あさみ、淡路恵子、岡田茉莉子
- 月夜の傘（1955年） 日活／出演：田中絹代、新珠三千代、坪内美詠子、轟夕起子、宇野重吉
- 続警察日記（1955年） 日活／出演：三島雅夫、伊藤雄之助、芦川いづみ
- 神阪四郎の犯罪（1956年） 日活／出演：森繁久弥、新珠三千代、左幸子、金子信雄
- 雑居家族（1956年） 日活／出演：轟夕起子、左幸子、新珠三千代、織田政雄、田中絹代、伊藤雄之助
- 女囚と共に（1956年） 東京映画／出演：原節子、淡路恵子、香川京子、木暮実千代、田中絹代、久我美子、岡田茉莉子
- 雨情（1957年） 東京映画／出演：森繁久彌、木暮実千代、英百合子、草笛光子
- 裸の町（1957年） 東京映画／出演：池部良、淡島千景、淡路恵子、森繁久彌
- 怒りの孤島（1958年） 松竹／出演：鈴木和夫、手塚茂夫、柴田昭雄、織田正雄、岸旗江、二木てるみ
- つづり方兄妹（1958年） 東京映画／出演：織田政雄、望月優子、頭師孝雄、香川京子、津島恵子、森繁久弥
- みみずく説法（1958年） 東京映画／出演：森繁久彌、司葉子、乙羽信子
- 愛妻記（1959年） 東京映画／出演：フランキー堺、司葉子、白川由美、乙羽信子
- 地の涯に生きるもの（1960年） 東宝＝森繁プロ／出演：森繁久彌、司葉子、織田政雄、船戸順、草笛光子
- 女家族（1961年） 宝塚映画／出演：新珠三千代、三益愛子、久我美子、黛ひかる、高島忠夫
- 喜劇　駅前団地（1961年） 東京映画／出演：森繁久彌、フランキー堺、伴淳三郎、淡島千景、坂本九
- 南の島に雪が降る（1961年） 東京映画／出演：加東大介、伴淳三郎、渥美清、志村喬、森繁久彌、フランキー堺、小林桂樹
- 喜劇　駅前弁当（1961年） 東京映画／出演：森繁久彌、フランキー堺、伴淳三郎、淡島千景
- 喜劇　駅前温泉（1962年） 東京映画／出演：森繁久彌、フランキー堺、伴淳三郎、淡島千景、司葉子、淡路恵子
- 早乙女家の娘たち（1962年） 東宝／出演：香川京子、白川由美、田村奈己、大沢健三郎、小林桂樹
- 喜劇　駅前飯店（1962年） 東京映画／出演：森繁久彌、伴淳三郎、フランキー堺、池内淳子、淡島千景
- クレージー作戦 先手必勝（1963年） 東宝／出演：植木等、ハナ肇、安田伸、谷啓、犬塚弘、桜井センリ、石橋エータロー
- 丼池（どぶいけ）（1963年） 東京映画／出演：司葉子、三益愛子、新珠三千代、佐田啓二
- 僕はボデイガード（1964年） 東宝･宝塚映画／出演：渥美清、浜美枝、有島一郎、笠智衆、団令子、加東大介
- 花のお江戸の法界坊（1965年） 東京映画／出演：フランキー堺、淡路恵子、岡田茉莉子、榎本健一、榊ひろみ、伴淳三郎